# 王松 (1953年)
王松（1953年6月—），男，汉族，籍貫台湾新竹，中华人民共和国政治人物，曾任台盟辽宁省委主委，辽宁省政协副主席。